# اسلام‌کوت
اسلام‌کوت (به انگلیسی: Islamkot) یک شهر در پاکستان است.